# Flachbilddetektor für Röntgenstrahlen

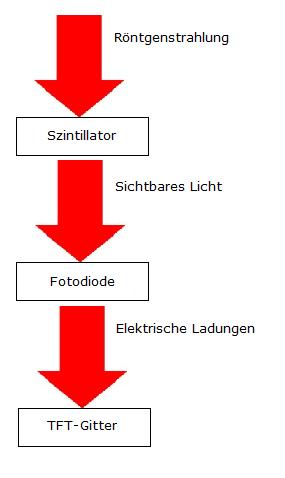

Ein Flachbilddetektor für Röntgenstrahlen (Festkörperdetektor) ist ein flacher, moderner Röntgenstrahlendetektor, der Röntgenbilder in digitaler Form erzeugt.

## Aufbau

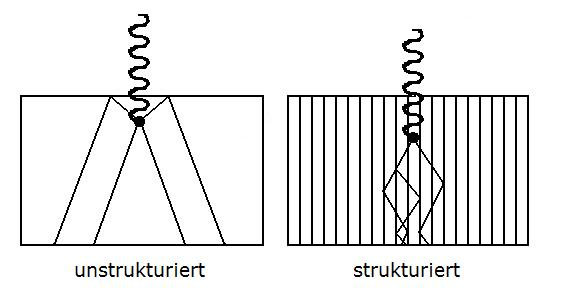

Die indirekten Festkörperdetektoren wandeln die eingehende Röntgenstrahlung mit Hilfe eines Szintillators in sichtbares Licht um. Darunter befindet sich ein Halbleiter – meist aus amorphem Silizium (a-Si) –, aus dem die integrierte Schaltung realisiert ist. Pro Bildpunkt gibt es einen Kondensator, einen Dünnfilmtransistor (TFT) und eine Fotodiode (TFD). Die Fotodiode wandelt das Licht in Elektronen um. Der Kondensator speichert diese Ladung und mit Hilfe des Transistors kann jedes Pixel einzeln ausgelesen werden. Durch die Umwandlung der Röntgenstrahlen in sichtbares Licht kommt es bei indirekten Festkörperdetektoren zu Diffusionen, welche die Schärfe und die Auflösung der Bilder verschlechtern.
Um dem entgegenzuwirken, werden strukturierte Szintillatoren verwendet, die aus vielen einzelnen Szintillatoren mit ca. 5–10 μm Durchmesser bestehen. Dadurch wird, ähnlich wie bei Glasfaserkabeln, die Streuung verringert. So können dickere Szintillatorschichten verwendet werden, sodass die Effizienz der Detektoren verbessert wird.
Direkte Flachbilddetektoren nutzen anstelle des Szintillators und der Fotodiode nur einen auf Röntgenstrahlen empfindlichen Fotoleiter, der beim Eintreffen von Photonen Ladungen erzeugt, die dann mit Elektroden abgesaugt werden. Die Ladungsmenge eines Bildpunkts ist proportional zur einfallenden Strahlung.

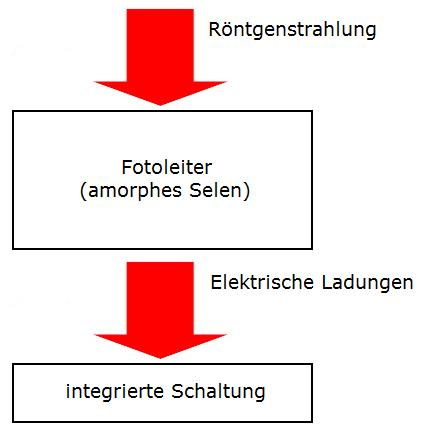

Der Fotoleiter besteht meist aus amorphem Selen, das eine hohe Empfindlichkeit gegenüber Röntgenstrahlen und eine sehr gute räumliche Auflösung besitzt. An der Selenschicht wird ein elektrisches Feld angelegt. Durch die Bestrahlung entstehen Elektronen und Löcher, die in Richtung des angelegten Feldes diffundieren. Bei direkter Umwandlung kommt es zu praktisch keiner Streuung, da sich die Ladungen senkrecht zur Oberfläche der Selenschicht und in Richtung des elektrischen Feldes bewegen. Die Ausleseelektronik ist sehr ähnlich der des indirekten Festkörperdetektors.

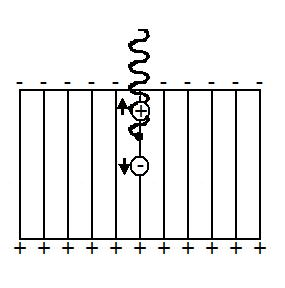

## Bildbeispiele

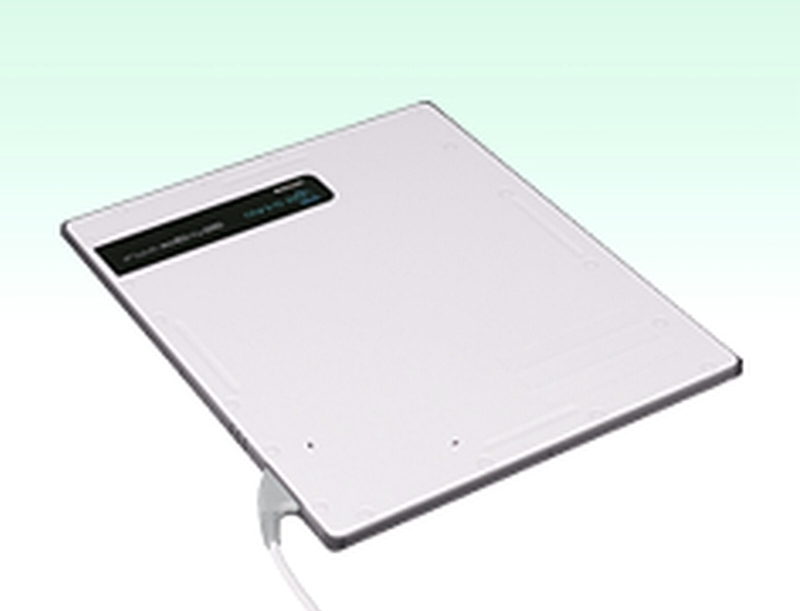
Foto eines Flachbilddetektors aus dem Jahr 2012. Die Anbindung für Strom und Datenaustausch erfolgt via Kabel.
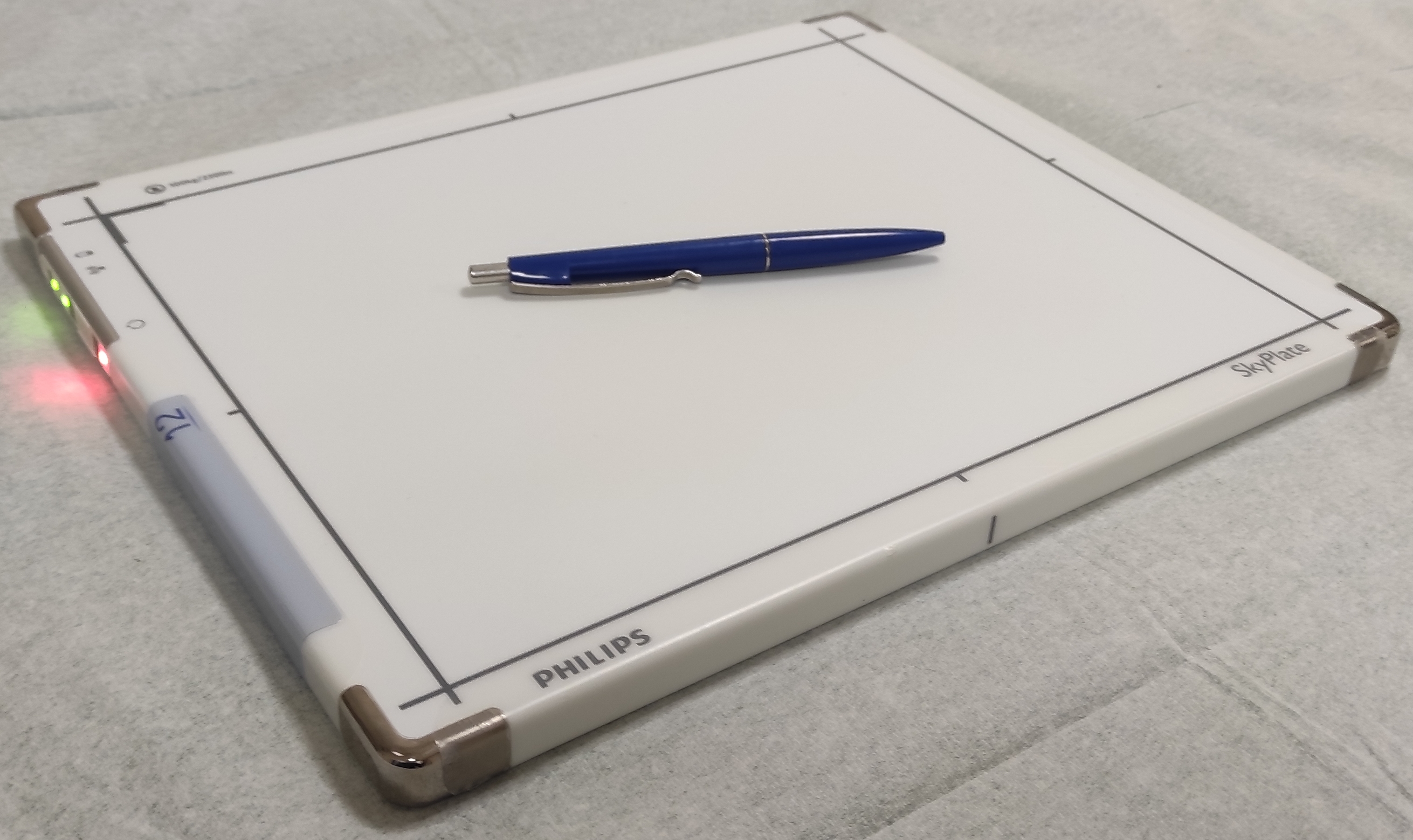
Digitaler Röntgenbilddetektor vom Typ Philips Pixium 2430 EZ aus dem Jahr 2020; der Kugelschreiber dient dem Größenvergleich. Die Datenübertragung erfolgt via WLAN, die Elektronik wird von einem eingebauten Lithium-Ionenakku mit Strom versorgt
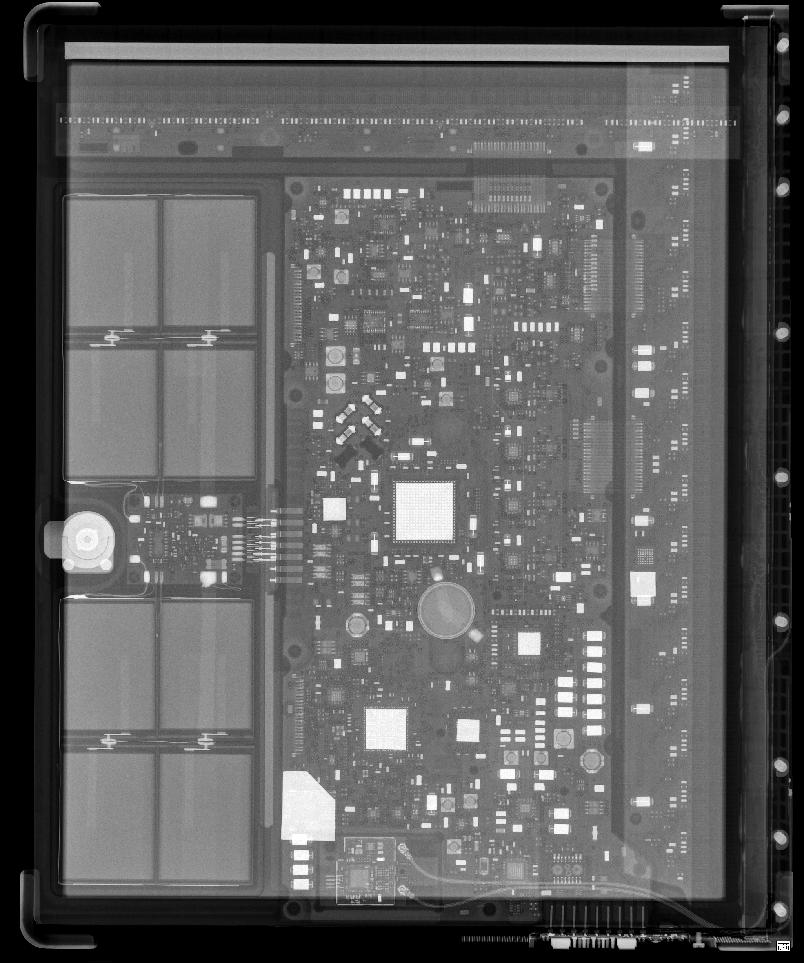
Röntgenaufnahme eines  Philips Pixium 2430 EZ; sie zeigt das Innenleben, das voller Elektronik ist. Die zwei mal vier rechteckigen Elemente auf der linken Seite des Detektors sind Zellen des Akkus.

## Auslesen der TFT-Arrays
Im Kondensator werden die Ladungen gespeichert, die proportional zur einfallenden Röntgenstrahlung erzeugt werden. Wird das über die Gate line gesteuerte Gate Potential high gesetzt, schaltet der TFT durch und die Pixel einer Reihe können ausgelesen werden. Durch Verstärker und Multiplexer wird das Bild Reihe für Reihe ausgelesen und digitalisiert (ADC). Dieser Vorgang wird als active matrix readout bezeichnet.

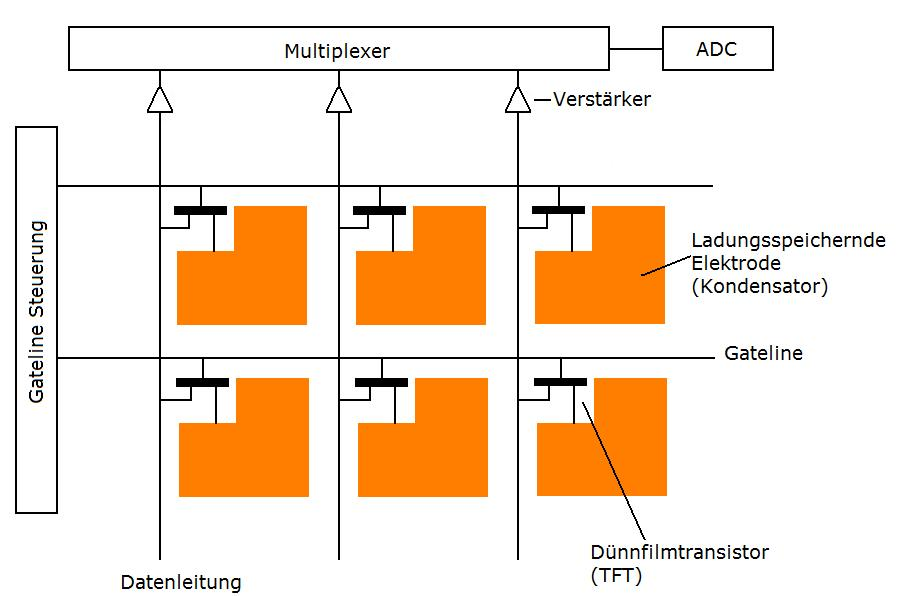

## Pixelgröße und räumliche Auflösung
Da der Auslesemechanismus im Detektor selbst integriert ist, ist die räumliche Auflösung direkt vom Aufbau abhängig (im Gegensatz zu Röntgenspeicherfolie, wo der Ausleseprozess maßgeblich ist), und so durch die Größe der einzelnen Bildelemente (TFT, Kondensator) und deren Abstände voneinander begrenzt.
Typische Werte liegen zwischen 2,5 und 3,6 lp/mm (Linienpaare pro Millimeter), bei einer Detektorelementgröße von 139–200 μm und Matrizengrößen zwischen 2000 × 2000 und 3000 × 3000 Bildelementen.
Spezielle Anwendungen hingegen benötigen höhere Auflösungen und somit kleinere Bildelemente, die 100 μm und kleiner sein müssen.
Die durch die Größe und Abstände der Bildelemente zu errechnende Auflösung gibt jedoch nur den theoretischen maximalen Wert an. Der effektive Wert ist aufgrund der oben genannten Bauteileigenschaften (Streuung etc.) geringer.
Direkte Festkörperdetektoren kommen aufgrund der geringen Streuung sehr nahe an den maximalen Wert heran.
Die Auflösung wird außerdem durch den geometrischen Füllungsgrad beeinflusst. Der Prozentsatz der Sensiblen Fläche in einem Pixel wird als Füllfaktor bezeichnet.

## Wirkungsgrad
Der Wirkungsgrad eines Detektors beschreibt die Fähigkeit, Röntgenstrahlen zu erfassen und wird auch als DQE (Detective Quantum Efficiency) bezeichnet. Je höher der DQE ist, umso geringer muss die verwendete Dosis der Strahlung sein. Der DQE hängt von mehreren Faktoren ab, unter anderem vom Detektor selbst, der Qualität der Strahlung, der Dosis und der räumlichen Frequenz.
Festkörperdetektoren haben bei hohen Dosen einen höheren DQE als auf Filmmaterial basierende Detektoren. Bei geringeren Dosen und höheren räumlichen Frequenzen verschlechtert sich der DQE jedoch.
Studien haben gezeigt, dass Festkörperdetektoren im Vergleich bei gleicher Dosis eine höhere Bildqualität und bei geringerer Dosis etwa die gleiche Bildqualität erreichen. Dadurch können bis zu 50 % geringere Dosen verwendet werden. Außerdem ist die Untersuchungszeit im Vergleich zu Röntgenfilmtechniken um 50 bis 68 % geringer.

## Formate
Festkörperdetektoren sind in kleinen Formaten für die Zahnradiologie und in großen Formaten (von 20 × 20 cm bis ca. 43 × 43 cm) für die konventionelle Radiologie verfügbar.

## Kosten und Verbreitung
2007 wurden wegen der hohen Anschaffungskosten der Geräte (mindestens 300.000 Euro laut Siemens Webzine) noch weitgehend Speicherfolien- und bestehende Röntgenfilm-Systeme verwendet. Durch die gesunkenen Kosten hatten sich jedoch bei Neuanschaffungen die Festkörperdetektortechnologie gegen die Speicherfolien immer mehr durchgesetzt. z. B. wurden in den Vereinigten Staaten von 1998 bis 2003 noch circa 2500 speicherfolienbasierte Geräte gegenüber circa 750 festkörperbasierten neu installiert, jedoch von 2003 bis Anfang 2007 nur noch 750 gegenüber 1500 Geräten. Im Jahr 2020 lagen die Preise für solche Detektoren in Deutschland im unteren bis mittleren 5-stelligen Bereich. 

## Spezialanwendungen
In Österreich wurde Anfang April 2006 der erste Festkörperdetektor in einem Bus eingebaut. Dieser Bus dient zur Tuberkulose-Nach und -Vorsorgekontrollen für das Land Niederösterreich. Die große Neuerung ist der erstmalige Einsatz eines Festkörperdetektors, wodurch sich viele Vorteile gegenüber Röntgen auf Röntgenfilm oder Röntgenspeicherfolien ergeben.

## Schlussfolgerung
Festkörperdetektoren sind aufgrund ihrer Technik sehr vorteilhaft. Trotz geringerer Strahlungsdosen können vergleichbare Bilder erhalten werden. Außerdem wird, durch die Integrierung des Auslesemechanismus, viel Zeit und Material gespart. Dadurch, dass die Bilder direkt digitalisiert werden, ist auch die Archivierung einfacher und platzsparender.
Nachteilig hingegen sind einerseits die hohen Kosten, andererseits beinhaltet auch die Integrierung einen Nachteil, da dadurch auch ambulante Röntgenapparaturen mit einem teuren Detektorsystem ausgestattet werden müssen. Speicherfolien z. B. können auch nachträglich eingelesen werden. 
Nachteilig ist nach wie vor die relative Sturzempfindlichkeit. Fällt der MTRA der Detektor aus der Hand, ist er meist zerstört. Aus diesem Grund sind Anlagen mit fest eingebauten Detektoren weniger anfällig für derartige Defekte; allerdings wird man nie vollständig auf mobile Detektoren verzichten können, da es immer Aufnahmesituationen geben wird, die einen frei platzierbaren Detektor erfordern.